# Neutrální prvek
V algebře je neutrální prvek e množiny A s binární operací {\displaystyle \otimes } takový prvek, pro nějž platí, že výsledkem operace neutrálního prvku a libovolného x ∈ A je x.
V případě, že se pro operaci používá multiplikativní značení, např. {\displaystyle \cdot }, je e často nazýván jednotkovým prvkem {\displaystyle (1\cdot x=x)}.
V případě použití aditivního značení, např. {\displaystyle +}, je e často nazýván nulovým prvkem {\displaystyle (0+x=x)\!}.
Pro neutrální prvek se někdy také používá výraz identita.

## Formální definice
Buď {\displaystyle A\,} množina a {\displaystyle \otimes } operace na {\displaystyle A\,}.
- Prvek {\displaystyle e\in A\,} se nazývá levý neutrální, právě když {\displaystyle \forall x\in A:e\otimes x=x}.
- Prvek {\displaystyle e\in A\,} se nazývá pravý neutrální, právě když {\displaystyle \forall x\in A:x\otimes e=x}.
- Prvek {\displaystyle e\in A\,} se nazývá neutrální, právě když {\displaystyle \forall x\in A:x\otimes e=e\otimes x=x}.

## Příklady
- Pokud {\displaystyle (A,\ \otimes )} jsou reálná čísla se sčítáním, je číslo 0 neutrálním prvkem.
- Pokud {\displaystyle (A,\ \otimes )} jsou reálná čísla s násobením, je neutrálním prvkem číslo 1.
- Pokud {\displaystyle (A,\ \otimes )} jsou n-rozměrné čtvercové matice se sčítáním, neutrálním prvkem je nulová matice.
- Pokud {\displaystyle (A,\ \otimes )} jsou n-rozměrné matice s násobením, je neutrálním prvkem jednotková matice.
- Pokud {\displaystyle (A,\ \otimes )} je množina všech zobrazení z množiny {\displaystyle M\,} do sebe sama a {\displaystyle \otimes } je skládání funkcí, je neutrálním prvem funkce identita definovaná {\displaystyle \forall x\in M:id(x)=x}.
- Pokud má {\displaystyle A\,} pouze dva prvky {\displaystyle e\,} a {\displaystyle f\,} a operace {\displaystyle \otimes } je definována tak, že {\displaystyle e\otimes e=f\otimes e=e} a {\displaystyle f\otimes f=e\otimes f=f}, jsou oba prvky {\displaystyle e\,} a {\displaystyle f\,} levými neutrálními, ale neexistuje žádný pravý neutrální prvek.

Jak ukazuje poslední příklad, {\displaystyle (A,\otimes )} může mít několik levých neutrálních prvků, dokonce může platit, že každý prvek množiny {\displaystyle A\,} je levým neutrálním. Stejně tak to platí pro pravé neutrální prvky. Pokud jsou ale v množině {\displaystyle A\,} levé i pravé neutrální prvky, platí, že jsou si rovny a je tam tudíž právě jeden takový.